# 日野日出志
日野日出志（日語：ひの ひでし，1946年4月19日—），日本漫畫家，現任大阪藝術大學藝術學部角色造型學科教授。
日野日出志生於中華民國齐齐哈尔市，後於東京生長。現居住於埼玉縣所澤市。血型A型。以奇妙及敘情的世界觀來表現的恐怖漫畫家，不僅在日本國內，在歐美國家也很出名。他是杉浦茂的書迷，為其中一個受其影響的漫畫家。

## 外部連結
- 日野日出志 - 日野プロダクション公式サイト （页面存档备份，存于）
- 日野日出志的X（前Twitter）
- 日野プロダクション的X（前Twitter）
- 東海道四谷怪談